# Ostrovskogo
Ostrovskogo (en rus: Островского) és un poble (un khútor) de l'óblast de Rostov, a Rússia, que en el cens del 2010 tenia 1.175 habitants, pertany al districte d'Aksai.